# Ткаченко, Надежда Владимировна
Надежда Владимировна Ткаченко (19 сентября 1948, Кременчуг, Украинская ССР, СССР) — советская легкоатлетка, пятиборка, олимпийская чемпионка (1980), заслуженный мастер спорта СССР (1975), кавалер ордена Трудового Красного Знамени, рекордсменка СССР, Европы и мира.

## Биография
Занималась у Веры Васильевны Ребрун, затем у Евгения Григорьевича Сапронова.
Тренировалась в ДСО «Авангард» в Донецкой области.
В 1971 году завоевала серебряную медаль чемпионата СССР. В 1972 году снова завоевала серебряную медаль чемпионата СССР, что позволило её участвовать в летних Олимпийских играх 1972 года в Мюнхене.
В 1973 году заняла первое место на чемпионате СССР и Всемирной универсиаде в Москве, а также заняла второе место в розыгрыше Кубка Европы.
Выиграла чемпионат Европы по лёгкой атлетике 1974 года в пятиборье среди женщин. Также набрала больше всех очков на чемпионате Европы 1978 года, однако допинг-тест показал положительный результат, вследствие чего Надежду лишили золотой медали и отстранили от соревнований на 18 месяцев.
Выступила на летних Олимпийских играх 1980 года в Москве и выиграла золотую медаль, обойдя Ольгу Рукавишникову и Ольгу Курагину. Во время Олимпиады установила личные рекорды во всех пяти видах многоборья, набрав 5083 очка, что стало мировым рекордом. Так как регламент проведения соревнований по многоборью был изменён сразу после Олимпийских игр 1980 года, то превзойти результат Надежды Ткаченко никому не удалось и она является единственной пятиборкой, набравшей более 5000 очков.
Участвовала в трёх Олимпийских играх, установила рекорды мира, Европы, Советского Союза, Украины в легкоатлетическом многоборье.
Работала в Донецке тренером-преподавателем по лёгкой атлетике специализированной детско-юношеской школы олимпийского резерва профсоюзов. В 2005 году Надежде Ткаченко было присвоено звание «Почётный гражданин Донецка» с формулировкой «За весомый вклад в укрепление дружественных связей и авторитета г. Донецка, Донецкой области и Украины в мировом масштабе, в развитие физической культуры и спорта, воспитание подрастающего поколения в г. Донецке.»
В Донецке более 30 лет проводится турнир имени Надежды Ткаченко.